# Resolució 2154 del Consell de Seguretat de les Nacions Unides
La Resolució 2154 del Consell de Seguretat de les Nacions Unides fou adoptada per unanimitat el 8 de maig de 2014. El Consell va introduir una nova medalla de l'ONU per a persones que han mostrat un valor excepcional durant la seva participació en una operació de manteniment de pau de l'ONU.
La medalla va rebre el nom de Mbaye Diagne, un capità senegalès que, com a observador militar, formava part de la força de manteniment de la pau de la UNAMIR a Rwanda. Després de l'assassinat de la primera ministra Agathe Uwilingiyimana, va portar els seus quatre fills a la seguretat en l'Hôtel des Mille Collines de l'ONU. Aleshores, ell, solitari, desarmat i desobeint les ordres, va posar en lloc segur a centenars d'altres persones amb el seu vehicle. El 31 de maig de 1994, va ser assassinat per la metralla d'una granada de morter disparada des d'un lloc de control del Front Patriòtic Ruandès quan volia transmetre un missatge de l'exèrcit del govern de Ruanda al comandant Roméo Dallaire. La seu de la UNAMIR va celebrar un minut de silenci i un curt desfili. Va ser enterrat amb honor militar a la seva pàtria.
La primera Medalla Capità Mbaye Diagné fou entregada pel Secretari General de l'ONU Ban Ki-moon a Yacine Mar Dioa, vídua del capità Diagne, el 29 de maig de 2016, Dia Internacional del Personal de Pau de les Nacions Unides, a la seu de les Nacions Unides a Nova York.

## Detalls
El 1997 es va establir la medalla Dag Hammarskjold per a aquells que havien perdut la vida durant operacions de manteniment de la pau de l'ONU. Durant el genocidi ruandès el 1994, el capità senegalès Mbaye Diagne havia salvat centenars de ruandesos de la mort, però havia estat assassinat. La seva família mai no va rebre cap mena d'agraïment de la seu de les Nacions Unides, que ara se'n lamentava.
Es va decidir establir la Medalla Capità Mbaye Diagne al Valor Excepcional per l'exèrcit, la policia i el personal civil de l'ONU que mostrin un valor excepcional en condicions perilloses. El mateix secretari general l'entregarà al receptor o els seus parents propers, en una cerimònia que es convidarà a tots els estats membres.
Es dona al secretari general un termini de sis mesos per dissenyar una medalla i establir els procediments per les nominacions.